# Lucas Mesones
Lucas Mesones, vollständiger Name Lucas Franchesco Mesones Gamarra, (* 4. September 1993 in Montevideo) ist ein uruguayischer Fußballspieler.

## Karriere
Der 1,74 Meter große Defensivakteur Mesones, teils auch in der Schreibweise Lucas Messones geführt, stand in der Saison 2013/14 im Kader des Erstligaaufsteigers Sud América. Dort kam er nicht zum Einsatz und wurde im Saisonverlauf 2014 an den Zweitligisten Club Atlético Torque ausgeliehen. Bei den Montevideanern absolvierte er drei Spiele (kein Tor) in der Segunda División. Zur Apertura 2014 kehrte er zu Sud América zurück. In der Spielzeit 2014/15 wurde er in der Primera División nicht eingesetzt. Anfang März wurde er an den Zweitligisten Villa Teresa ausgeliehen, für den er einmal (kein Tor) in der Liga auflief. Zur Apertura 2015 führte sein Karriereweg erneut zu Sud América. Ohne weiteren Erstligaeinsatz bei den Montevideanern wechselte er Anfang Oktober 2015 erneut in die Segunda División. Seither ist der Canadian Soccer Club sein Arbeitgeber. In der Spielzeit 2015/16 kam er dort viermal (kein Tor) in der Liga zum Einsatz. Anfang August 2016 schloss er sich dem Erstligaabsteiger Club Atlético Rentistas an.